# Râul Pește
Râul Pește este un afluent al râului Bătătura Cailor.

## Hărți
- Harta județului Harghita
- Harta Munții Harghita  Arhivat în 20 iulie 2008, la Wayback Machine.